# 小和沢橋
小和沢橋（こわざわばし）は、岐阜県可児郡御嵩町と加茂郡八百津町の間の木曽川に架かる岐阜県道358号井尻八百津線の橋梁である。
丸山ダムの下流、約300mにある吊橋である。

## 概要
元々は丸山ダムの建設工事用の橋として架けられた吊橋である。老朽化のため、1979年（昭和54年）に補修工事が行われている。重量制限6.0tである。
重量制限があるため、新丸山ダムの建設工事用の大型車両は通行できない。そのため、小和沢橋のすぐ下流に隣接して工事車両用の橋が建設されることになり、2005年（平成17年）に完成し、のぞみ橋と名づけられ、車両はのぞみ橋を通ることとなった。
小和沢橋はのぞみ橋の架橋後は車両通行不可となっており、徒歩用の橋として利用されている。
なお、のぞみ橋は仮設の橋であり、新丸山ダムの工事完了とともに撤去される予定である。また、井尻八百津線の付け替え工事により2017年（平成29年）に丸山大橋が完成。小和沢橋は撤去の予定である。
- 供用 ：1952年（昭和27年）
- 延長：80.0m
- 幅員：3.5m
- 区間：岐阜県可児郡御嵩町小和沢 - 岐阜県加茂郡八百津町八百津

座標: 北緯35度28分4秒 東経137度10分10秒 / 北緯35.46778度 東経137.16944度